# Lucien Fischer
Pour les articles homonymes, voir Fischer.
Lucien Fischer, né le 27 novembre 1933 à Strasbourg, est un évêque catholique français, père spiritain, vicaire apostolique des îles Saint-Pierre-et-Miquelon de 2000 à 2009.

## Biographie

### Formation
Après avoir fait son noviciat chez les spiritains à Cellule dans le Puy-de-Dôme, il poursuivit ses études de théologie à Chevilly-Larue.
Il prononce ses vœux perpétuels le 28 mars 1962 dans la Congrégation du Saint-Esprit (Spiritains) avant d'être ordonné prêtre le 30 septembre 1962.

### Prêtre
Il passe la plus grande partie de son ministère sacerdotal au Gabon, où il est vicaire à la cathédrale de Mouila avant de rejoindre la mission de Dibwandi.
En 1965, il devient curé à la mission de Koulamoutou avant d'être nommé en 1980 vicaire général du diocèse de Franceville, puis en 1982, supérieur du district du Gabon.
De retour en France, il est supérieur régional des spiritains de l'Est de 1993 à 2000 et aumônier de la Communauté des îles.

### Évêque
Nommé vicaire apostolique des îles Saint-Pierre-et-Miquelon le 17 février 2000 avec le titre d'évêque in partibus d'Avioccala, il est consacré le 18 juin suivant par l'archevêque de Strasbourg, Joseph Doré.
Atteint par la limite d'âge (75 ans), il se retire le 19 juin 2009.